# (500182) 2012 FK51
(500182) 2012 FK51 es un asteroide perteneciente al cinturón de asteroides, descubierto el 15 de marzo de 2012 por el equipo del Mount Lemmon Survey desde el Observatorio del Monte Lemmon, Arizona, Estados Unidos.

## Designación y nombre
Designado provisionalmente como 2012 FK51.

## Características orbitales
2012 FK51 está situado a una distancia media del Sol de 2,404 ua, pudiendo alejarse hasta 2,575 ua y acercarse hasta 2,232 ua. Su excentricidad es 0,071 y la inclinación orbital 4,748 grados. Emplea 1361,53 días en completar una órbita alrededor del Sol.

## Características físicas
La magnitud absoluta de 2012 FK51 es 18.